# سلطنة ساموديرا باساي
للتعرف على المدينة الموجودة في بورما، يرجى الاطلاع على باساي، بورما
كانت ساموديرا باساي، والتي تُعرف كذلك باسم ساموديرا وباساي، وفي بعض الأحيان يطلق عليها اسم ساموديرا دار السلام، مملكة مسلمة في شكل ميناء على الساحل الشمالي لجزيرة سومطرة من القرن الثالث عشر وحتى القرن الخامس عشر ميلادية. ويعتقد أن كلمة ساموديرا كانت مشتقة من سامودرا التي تعني المحيط بلغة السانسكريت. ووفقًا لحكايات راجا راجا باساي، قيل إن ميره سيلو قد رأى نملة بحجم القطة، فأمسك بها وأكلها، وأطلق على المكان اسم ساماندارا. وقد أسلم الملك ميره سيلو بعد ذلك، وأطلق على نفسه اسم الملك الصالح، فقد كان السلطان في عام 1267 ميلادية.
وقد ترك القليل للغاية من الأدلة للسماح بالدراسة التاريخية للمملكة.

## معلومات تاريخية

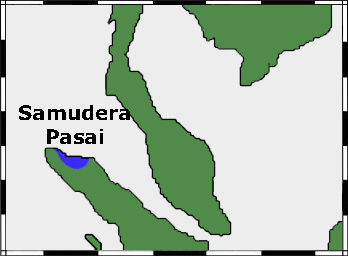
خريطة باساي. (في مكان لوكسيوماو في سومطرة حاليًا، مقاطعة آتشيه.)

قامت باساي بتصدير ثقافتها، والأهم لغتها، وهي شكل مبكر من أشكال لغة المالاي المكتوبة بأبجدية جاوي، إلى مجموعة من الجزر. وفي وقت لاحق، أصبحت تلك اللغة لغة التواصل المشترك بين التجار فيما يعرف حاليًا باسم إندونيسيا وماليزيا.
وقد مارس المسلمون العرب والهنود التجارة في إندونيسيا والصين لعدة قرون. وهناك شاهد ضريح لشخص مسلم في جزيرة جاوة يحمل تاريخًا يقابل 1082. إلا أن ظهور أدلة جوهرية على وجود الإسلام في إندونيسيا لم يبدأ إلا في جزيرة سومطرة الشمالية مع نهاية القرن الثالث عشر. فقد تواجدت مملكتان تجاريتان صغيرتان في ذلك الوقت في باساي وبيوريولاك أو بيرلاك. وهناك مقبرة ملكية تعود إلى عام 1297 في سامودرا منقوشة بالكامل باللغة العربية. ومع حلول القرن الخامس عشر، كان قد تم تطوير العديد من ممالك الموانئ، وكلها كانت تخضع لحكم الأمراء المسلمين المحليين، من الساحل الشمالي لجاوة وأماكن أخرى وحتى أقصى الشرق في تيرنيت وتيدور في جزر الملوك. وقد قضى ماركو بولو خمسة شهور هنا، وقد ذكر فيرليك وبسمة وسمارة (ساموديرا) في قصص ترحاله. وقد بقى رحالة شهير آخر، وهو ابن بطوطة، لمدة 15 يومًا في ساموديرا أثناء سفره إلى الصين.
وربما يكون إنشاء أولى المراكز الإسلامية في إندونيسيا قد نجم عن الظروف التجارية. ومع حلول القرن الثالث عشر، أدى انهيار سلطة سريفيجايا إلى جذب التجار الأجانب إلى موانئ سواحل سومطرة الشمالية لخليج البنغال، بعيدًا عن مخابئ القراصنة في الطرف الجنوبي من مضيق ملقا. وقد كانت المناطق النائية في شمال سومطرة غنية بالذهب ومنتجات الغابات، وكانت تتم زراعة الفلفل مع بداية القرن الخامس عشر. وقد كانت تلك المناطق متاحة لكل التجار في الأرخبيل الذين رغبوا في لقاء السفن القادمة من المحيط الهندي.
وفي عام 1345، زار الرحالة المغربي ابن بطوطة سامودرا باساي، حيث ذكر في سجل سفرياته أن حاكم ساموديرا باساي كان مسلمًا ورعًا يؤدي التزاماته الدينية بحماس منقطع النظير. وقد كان المذهب الذي لاحظه هو مذهب الإمام الشافعي. وفي تلك الفترة، كانت ساموديرا باساي بمثابة دار الإسلام، لأنه لم تكن هناك أي مناطق إلى الشرق منها يحكمها حاكم مسلم. وقد امتدح لطف وكرم سلطان ساموديرا باساي. وقد استقر به المقام هنا حوالي أسبوعين في تلك المدينة المحاطة بأسوار خشبية كضيف للسلطان، ثم قدم له السلطان الإمدادات وأرسله في واحدة من سفنه الشراعية إلى الصين.
ومع نهاية القرن الرابع عشر، كانت ساموديرا باساي قد أصبحت مركزًا تجاريًا غنيًا، حيث أفسحت المجال في بدايات القرن الخامس عشر للميناء المحمي بشكل أفضل وهو ميناء ملقا على الساحل الجنوبي الغربي لشبه جزيرة ملايو. فقد هاجمت إمبراطورية ماجاباهيت المكان ونهبته في منتصف القرن الرابع عشر.
واعتمدت القوة الاقتصادية والسياسية لباساي بشكل كامل تقريبًا على الأجانب. وربما شارك التجار والمعلمون المسلمون في إدارتها منذ البداية، وكانوا يلتزمون بإظهار ممارساتهم الدينية التي جعلتهم يشعرون كما لو كانوا في أوطانهم. وأول رؤوس جسور إسلامية في إندونيسيا، خصوصًا باساي، كانت إلى حد كبير عبارة عن إبداعات إسلامية أصلية، أسرت ولاء السكان المحليين وشجعت الأنشطة العلمية. وقد تشكلت ممالك موانئ مشابهة جديدة على الساحل الشمالي لجاوا. وقد ركز تومي بيريس، الذي كتب السومة الشرقية (Suma Oriental)، والذي كان يكتب في فترة ليست ببعيدة بعد عام 1511، على الأصول العرقية الغامضة لمؤسسي سيريبون وديماك وجابارة وجريسيك. وقد كانت هذه الولايات الساحلية الجاوية تخدم التجارة مع الهند والصين، وخصوصًا مع ملقا، التي كانت تستورد الأرز الجاوي. وقد قبل حكام ملقا الإسلام على وجه التحديد، رغم أصلهم المرموق المنتمي إلى سريفيجايا، من أجل جذب التجار المسلمين والجاويين إلى موانئهم.
وقد احتل البرتغاليون باساي في عام 1521، بعد 10 سنوات من غزوهم لملقا. ومن خلال البرتغاليين، أصبح المكان معروفًا في أوروبا تحت اسم باسم. وبعد ذلك، سيطرت أتشيه على باساي.